# Zaporoska Rada Obwodowa

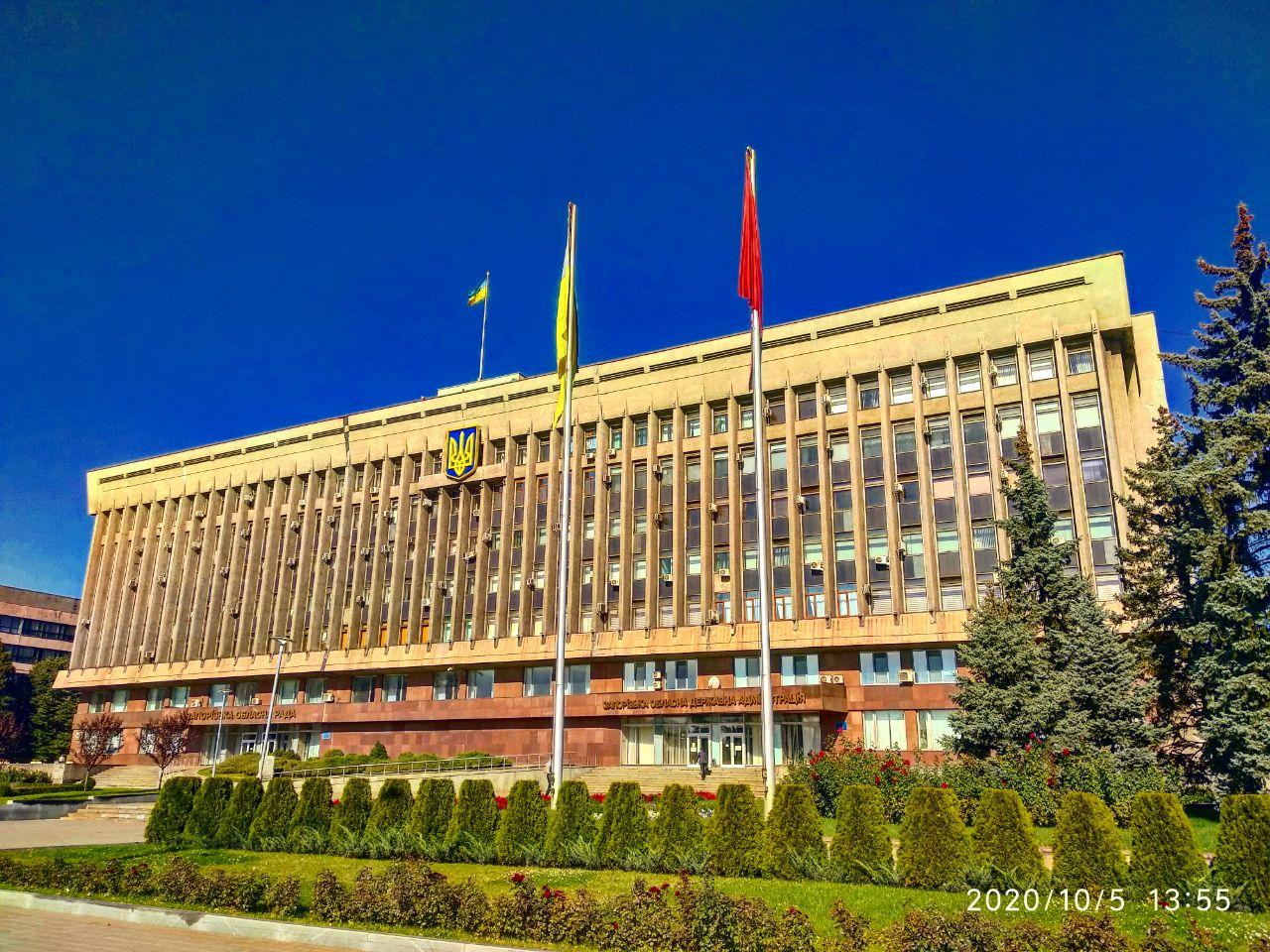
Budynek rady obwodowej

Zaporoska Rada Obwodowa (ukr. Запорізька обласна рада) – organ obwodowego samorządu terytorialnego w obwodzie zaporoskim Ukrainy, reprezentujący interesy mniejszych samorządów – rad rejonowych, miejskich, osiedlowych i wiejskich, w ramach konstytucji Ukrainy oraz udzielonych przez rady upoważnień. Siedziba Rady znajduje się w Zaporożu.

## Przewodniczący Rady
- Ołeksandr Nefiodow (od czerwca 2006)
- Pawło Matwijenko
- Wiktor Meżejko (od 30 maja 2013)